# Geschützter Landschaftsbestandteil Erlen-Feldgehölz
Der Geschützte Landschaftsbestandteil Erlen-Feldgehölz mit 0,23 ha Flächengröße liegt nordwestlich von Altenfeld im Stadtgebiet von Winterberg. Das Gebiet wurde 2008 bei der Aufstellung vom Landschaftsplan Winterberg durch den Kreistag des Hochsauerlandkreises als Geschützter Landschaftsbestandteil (LB) ausgewiesen. Der LB ist umgeben vom Landschaftsschutzgebiet Bödefelder Mulde (Winterberg).

## Gebietsbeschreibung
Es handelt sich um ein Erlenfeldgehölz mit alten, mehrtriebigen Erlen und Sickerquellen inmitten eines ausgedehnten Grünlandhanges. Im Feldgehölz verläuft der kaum noch wahrnehmbare Verlauf eines etwas oberhalb beginnenden und gut 500 m unterhalb im Bach Walbecke mündenden Siepen. Durch Dränmaßnahmen und Geländeverfüllungen ist das Siepen unterhalb des Gehölzes auf über 200 m Länge verschwunden. Das Erlenfeldgehölz ist ein gesetzlich geschütztes Biotop nach § 30 BNatSchG.